# Faruk Šehić
Faruk Šehić (Bihać,/Bosanska Krupa 14. travnja 1970.) bosanskohercegovački je književnik i novinar. Dobitnik je Nagrade Europske unije za književnost za prozno djelo Knjiga o Uni 2013. godine.

## Životopis
Rodio se u Bihaću, gdje je pohađao osnovnu školu. Srednju školu završio je u Bosanskoj Krupi, a studirao je na Veterinarskom fakultetu u Zagrebu i Filozofskom fakultetu u Sarajevu. Nakon studija, u vrijeme izbijanja velikosrpske agresije na BiH, postaje pripadnik 5. korpusa Armije BiH. U korpusu je služio vojsku od 1992. do 1995. Jednom je bio teško ranjen. Rat završava u činu poručnika. Poeziju, prozu, eseje te likovne i književne kritike objavljuje od 1998. godine.
Književna kritika ga smatra jednim od najdarovitijih mlađih pisaca iz Bosne i Hercegovine, i predvodnikom tzv. pregažene generacije. Njegove knjige Hit depo (poezija), Pod pritiskom (kratke priče) i Transsarajevo (poezija) objavljivanje su u više izdanja.
Član je Društva pisaca BiH i P.E.N. Centra u BiH. Radi kao novinar i kolumnist u sarajevskom magazinu BH Dani. Trenutno živi i radi u Sarajevu.
Djela su mu prevedena na francuski, mađarski, poljski, engleski, hrvatski i talijanski jezik.
Potpisnik je Deklaracije o zajedničkom jeziku, u kojoj se tvrdi da se u Hrvatskoj, Bosni i Hercegovini, Srbiji i Crnoj Gori govore nacionalne standardne varijante zajedničkog policentričnog standardnog jezika.

## Djela
- Pjesme u nastajanju, poezija (Omnibus, Sarajevo, 2000.)
- Hit depo, poezija (Buybook, Sarajevo, 2003.)
- Pod pritiskom, kratke priče (Zoro, Sarajevo - Zagreb, 2004.) ISBN 9789536296323
- Transsarajevo, poezija (Durieux, Zagreb, 2006.)
- Transsarajevo, poezija (Branka Vuković, Beograd, 2007.)
- Hit depo, Pod pritiskom, Transsarajevo, Apokalipsa iz Recycle bina, reader (Durieux, Zagreb, 2007)
- Hit depo, poezija (Omnibus, Sarajevo, 2008.) ISBN 9789958777295
- Hit depo, Pod pritiskom, Transsarajevo, Apokalipsa iz Recycle bina, reader (Buybook, Sarajevo, 2008)
- Street epistles/Ulične poslanice, poezija, dvojezični izbor (Treći trg, Beograd, 2009.)
- Abzeichen aus Fleisch, poezija, dvojezični izbor (Edition Korrespondenzen, Beč, 2011.). ISBN 978-3902113870
- Хит депо, poezija (Македонсқа реч, Skoplje, 2011.)
- Knjiga o Uni, roman (Buybook, Sarajevo, 2011.). ISBN 9789958301322
- Moje rijeke, poezija (Buybook, Sarajevo, 2014) ISBN 9789958302138
- Priče sa satnim mehanizmom (Predapokaliptični sevdah), kratka proza, (Buybook, Sarajevo, 2018) ISBN 978-9958-30-395-1

## Nagrade
- Nagrada dnevnog lista Oslobođenje - za najbolju neobjavljenu novinsku priču (2003.)
- Druga nagrada izdavačke kuće Zoro za zbirku "Pod pritiskom" (2003.)
- Nagrada 2. beogradskog festivala poezije Trgni se! Poezija! (2008.)
- Nagrada "Meša Selimović" (2012.)[1]
- Nagrada Europske unije za književnost (2013.)[4]

## Vanjske poveznice
- faruksehic.com